# Ян Естервольд
Ян Естервольд (норв. Jan Østervold, 8 грудня 1876 — 9 січня 1945) — норвезький яхтсмен.
Олімпійський чемпіон 1920 року в класі 12 метрів (за правилами 1907 року).